# 中村瑞希
中村 瑞希（なかむら みずき、1960年10月23日 - ）は、日本の男性俳優。福岡県筑豊出身。劇団NLT所属。
身長163cm。体重49kg。血液型A型。特技はクラシックバレエ、ジャズダンス、フェンシング。

## 出演

### テレビドラマ
- テニス少女夢伝説!愛と響子（1990年）
- 特警ウインスペクター 第10話「大人をやっつけろ」（1990年、テレビ朝日 / 東映）
- ララバイ刑事
- 腕におぼえあり3（1993年）
- 琉球の風 DRAGON SPIRIT（1993年）
- とおりゃんせ〜深川人情澪通り（1995年 - 1996年）
- 潔子爛漫〜きよこらんまん〜（2013年）
- 長谷川町子物語〜サザエさんが生まれた日〜（2013年、フジテレビ）
- 花子とアン（2014年）
- 相棒 season15 第1話「守護神」（2016年10月12日、テレビ朝日） - 津原繁喜 役

### オリジナルビデオ
- ハイヒールGANG（1991年）
- 不動
- 日本犯罪秘録 チ-37号事件

### 舞台
- ミュージカル / コロンブス
- カラミティ・ジェーン
- キッスだけでいいわ（1997年）
- ファミリーミュージカル / 白雪姫
- 白鳥の湖
- Blue Plate Special カルテの裏側
- 夢見る乙女
- 恋の冷凍保存
- 国立保養所 ひまわり荘
- 結婚披露宴
- 緋い記憶
- 法王庁の避妊法
- さあどうする!?
- 宴会泥棒
- 犯人は私だ!
- ブールヴァール劇小品集
- シンデレラ
- アルプスの少女ハイジ

### VP
- 警視庁 撃退